# بعد شیطان (بازی تخته‌ای)
بُعد شیطان (انگلیسی: Dimension Demons) یک بازی تخته‌ای در سال ۱۹۸۱ میلادی است که توسط Metagaming Concepts منتشر شد.

## گیم پلی
بعد شیطان یک بازی است که درگیری و تضاد میان دو بعد و ساکنان آن‌ها را نشان می‌دهد: انسان‌ها در یک طرف و شیاطین در طرف دیگر.